# タヤマ碧
タヤマ 碧（タヤマ ミドリ）は、日本の漫画家。埼玉在住。
2009年冬、アフタヌーン四季賞にて「世界のどこかで100m走」でかわぐちかいじ特別賞を受賞。2013年春、先述の公募にて『氷の少年 野生の少女』で四季賞を受賞。
2014年『月刊アフタヌーン』（講談社）2014年5月号に『氷上のクラウン 〜Final Judge〜』を掲載（読み切り）でデビュー。その後、『good!アフタヌーン』（同社刊）2015年4月号から『氷上のクラウン』の連載を開始した。
2021年、『ガールクラッシュ』で、韓国RIDI社2021 RIDIBOOKS COMIC AWARD「今年の新作」賞を受賞した。

## 作品リスト

### 漫画作品
★は連載作品。 
- 世界のどこかで100m走（『月刊アフタヌーン』2010年4月号付録 四季賞ポータブル Vol.17掲載）
- 氷の少年 野生の少女（未掲載）
- 氷上のクラウン 〜Final Judge〜（『月刊アフタヌーン』2014年5月号掲載（読み切り））[2]
- ★『氷上のクラウン』講談社〈アフタヌーンKC〉全3巻[5]（『good!アフタヌーン』2015年4号[3] - 2017年9号[6]）[7]
  - ISBN 9784063881271 - 第1巻
- ★『ガールクラッシュ（英語版）』新潮社〈電子出版〉既刊8巻[8]（『LINEマンガ』2020年11月9日 - ）[9]

### その他
- P・K（小説、2009年）イラスト - 青葉奈々著[10]
  - ISBN 9784062828017
- VISIONS 2022 ILLUSTRATORS BOOK（オムニバス画集、2021年）[11] [12]イラスト
  - ISBN 9784046806734
- ILLUSTRATION 2023（オムニバス画集、2022年）[13]イラスト
  - ISBN 9784798177861
- ロング・シーズン・ロンリー・プラネット（酒類、2023年）缶ラベル[14]
- 時っ感タイマー 3・2・1!（事務用品、2023年）プロモーションカット[15]
- Hello sound Lonely planet（酒類、2023年）缶ラベル[16]
- ＧＸカレンダーガール（月刊サンデーＧＸ誌12月号、2023年）イラスト[17]